# Lesley McNaught
Lesley McNaught-Mändli (Leicestershire, 10 de fevereiro de 1964 - 26 de dezembro de 2023) foi um ginete suíço, especialista em saltos, medalhista olímpico.

## Carreira
Lesley McNaught-Mändli representou seu país nos Jogos Olímpicos de 1992 e 200, na qual conquistou a medalha de prata nos saltos por equipes, em 2000.